# 腎性糖尿
腎性糖尿（じんせいとうにょう）とは、血糖値が「正常」範囲内にあっても腎臓から糖が漏れてしまう症状である。

## 概略
通常、尿中に糖分（ブドウ糖）が含まれることはないが、糖尿病などによって血糖値が概ね170（mg/dl）以上になると、尿中にも糖分が出てくるようになる。
（血糖値の正常値は空腹時で概ね80～110mg/dl、その他は最大でも140mg/dl未満）
しかし、血糖値が正常値の範囲内でも、尿に糖分が出てしまうケースが希にある。これを「腎性糖尿」と呼ぶ。
腎性糖尿は疾患ではなく、放置しても何ら問題はないため、治療の必要もない。
ただし、健診などにおいては腎性糖尿であることを本人あるいは医師が知らないと糖尿病と誤診される恐れがあり、逆に糖尿病を発症しても「腎性糖尿だから」と言う理由で糖尿病の発症を見逃す恐れがあるので注意を要する。